# Elifasi Msomi
Elifasi Msomi, aussi appelé « le tueur à la hache », né en 1910 et mort le 10 février 1956 à Pretoria, était un tueur en série d'Afrique du Sud qui a été jugé en 1955 pour 15 meurtres et condamné à mort par pendaison. Ses victimes venaient toutes de Umkomaas et Umzimkulu dans la vallée de Natal. 

## Biographie
Homme zoulou, Msomi était un jeune shaman en manque de succès. En cherchant une assistance professionnelle, il s'entretint avec un autre shaman. Msomi affirme que durant ses échanges, il était habité par un esprit malsain, un tokoloshe. 
Msomi a débuté en violant et tuant une jeune femme avec la présence de sa maîtresse, de laquelle il garda le sang dans une bouteille. Pas impressionnée par ses nouveaux pouvoirs, sa maîtresse alerta la police, qui arrêta Msomi. Il s'échappa peu après, en donnant tout le succès de son évasion à son très puissant tokoloshe. Msomi retourna sur le chemin des meurtres, en tuant cinq enfants, avant d'être à nouveau arrêté. Il arriva à s'échapper de nouveau. Msomi a été arrêté un mois après pour chapardage. Les objets volés retournèrent aux familles des victimes et il a rapidement été identifié comme étant un coupable des meurtres. 
Msomi a brièvement assisté la police pour trouver les restes de certaines de ses victimes, incluant un crâne manquant. Il avait une certaine satisfaction à retourner sur les lieux de ses crimes et se sentait moins coupable, disant que c'était de la responsabilité du tokoloshe. Durant ses agissements, Msomi clama qu'il était sous l'influence du tokoloshe. Deux psychologues ne furent pas d'accord avec cette affirmation, disant que Msomi était en fait un homme avec une intelligence au-dessus de la moyenne et qu'il éprouvait un plaisir sexuel à infliger des douleurs. Msomi a été condamné à mort par pendaison à la prison centrale de Pretoria.
L'allusion de Msomi au tokoloshe et ses nombreuses évasions ont d'autant plus causé une grande consternation dans la communauté zoulou.